# جوديث هيرزفيلد
جوديث هيرزفيلد (بالإنجليزية: Judith Herzfeld) هي كيميائية وعالمة كيمياء حيوية أمريكية، ولدت في 12 يناير 1948.